# Perforatrice de carte
Pour les articles homonymes, voir Perforatrice et Poinçonneuse.

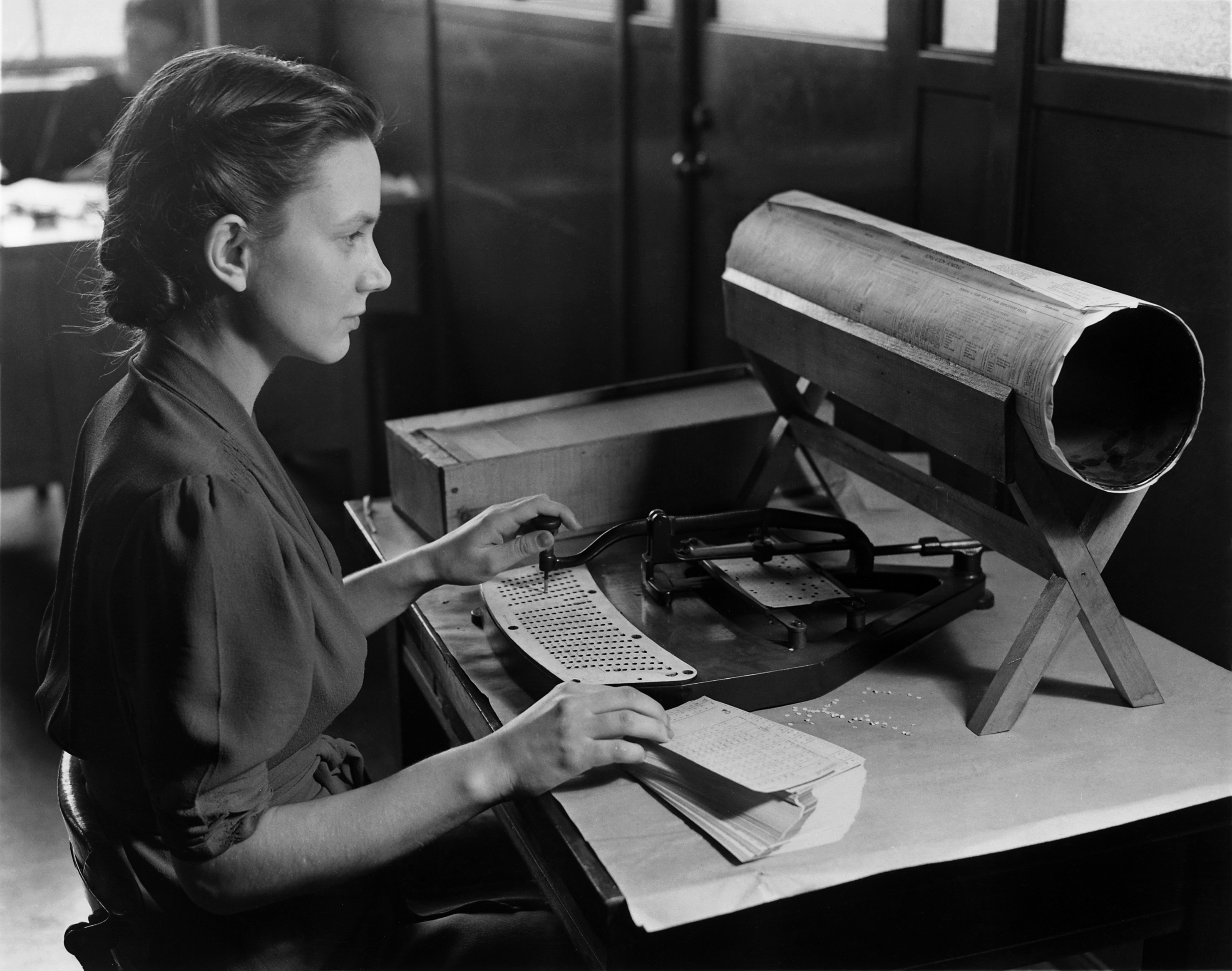
Une opératrice du Bureau du recensement des États-Unis utilise une poinçonneuse Hollerith (vers 1940).

La perforatrice de carte ou poinçonneuse de carte est un outil qui sert à perforer les cartes. Dans un atelier de mécanographie, il s'agit de l'un des appareils essentiels au fonctionnement d'une chaine de traitement mécanographique. La poinçonneuse de carte peut être manuelle ou à assistance électromécanique, la perforatrice de carte est un appareil automatique.

## Histoire

### Des cartes Falcon duXVIIIesiècleaux cartons Jacquard
C'est Basile Bouchon qui en 1725 invente le premier système de stockage d'un programme pour métier à tisser sous la forme d'un ruban perforé. Son assistant Jean-Baptiste Falcon eu l'idée de remplacer le ruban de papier par des cartes perforées reliées à la chaine par de la corde. En 1801, Joseph Marie Jacquard démocratise ce système grâce à son métier à tisser, mais à cette époque du début de la mécanisation, la perforation des cartons Jacquard se fait toujours à la main. Les perforations des cartes sont alors réalisées dans un atelier de tulle, manuellement à l'aide d'un poinçon à manche ou plus rarement d'une poinçonneuse à pince par l'ouvrier tulliste.

### De la poinçonneuse manuelle aux poinçonneuses électromécaniques duXIXesiècle

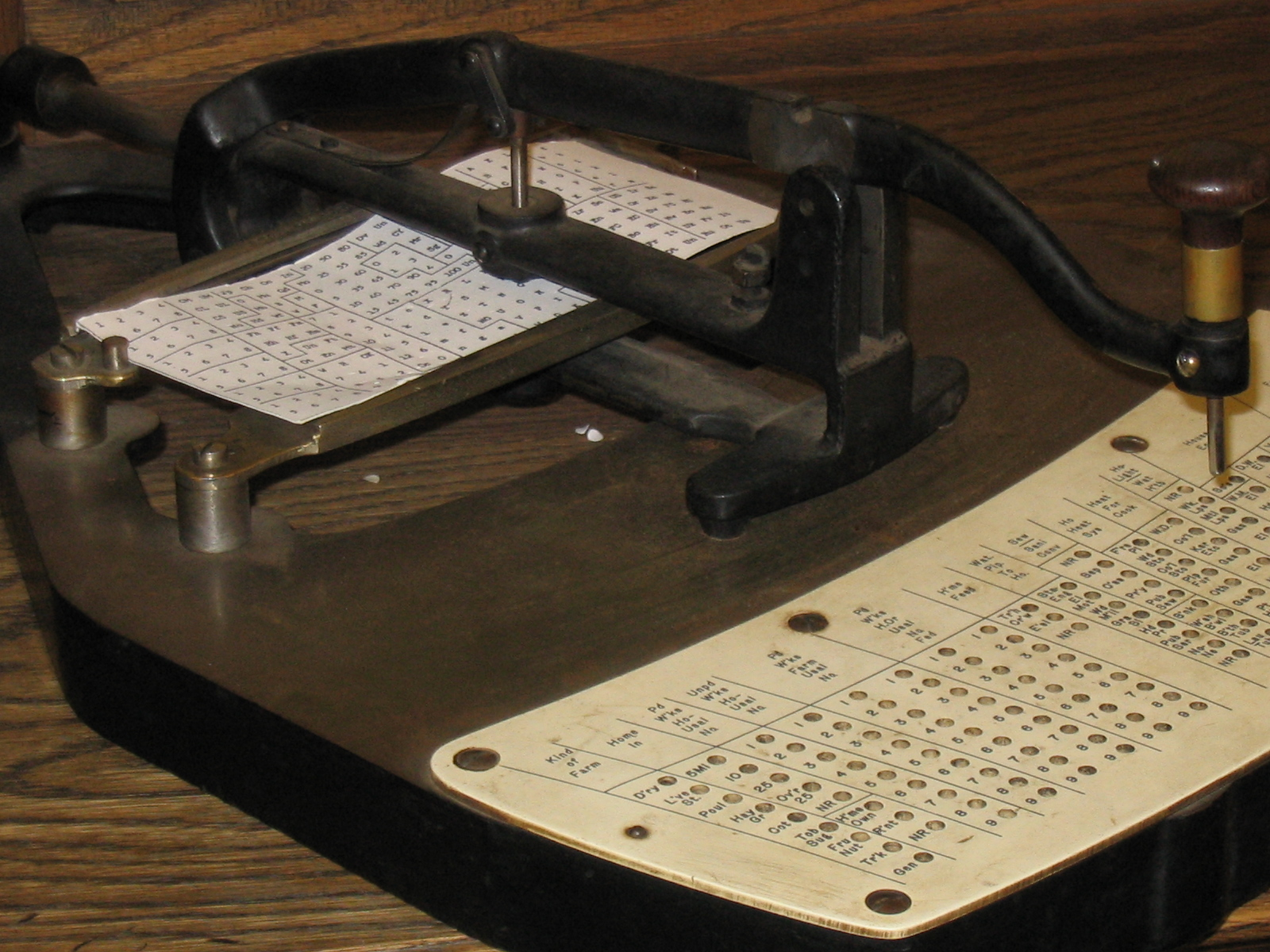
Poinçonneuse à clavier d'Hollerith.

En 1886, à Baltimore, aux services de santé, Herman Hollerith utilise une poinçonneuse manuelle classique pour perforer les cartes de son nouveau système de traitement automatique des statistiques. Or le poinçonnage manuel à l'aide d'une pince s'avère imprécis et fastidieux pour marquer les centaines de millions de données à traiter. Hollerith invente donc un nouveau système de perforation basé sur les meubles de billets de banque américains qui imposent des tailles de cartes de 8 sur 19 cm compatibles avec les dollars. Cette idée va donner naissance à la première poinçonneuse pantographique à clavier d'Hollerith.
Dans les années 1920 sont apparues les premières poinçonneuses électromécaniques de carte, appareils plus volumineux et plus coûteux, dans lesquels la saisie était effectuée sur un clavier alphanumérique assisté.

## Technologie

### Poinçonneuse manuelle à clavier

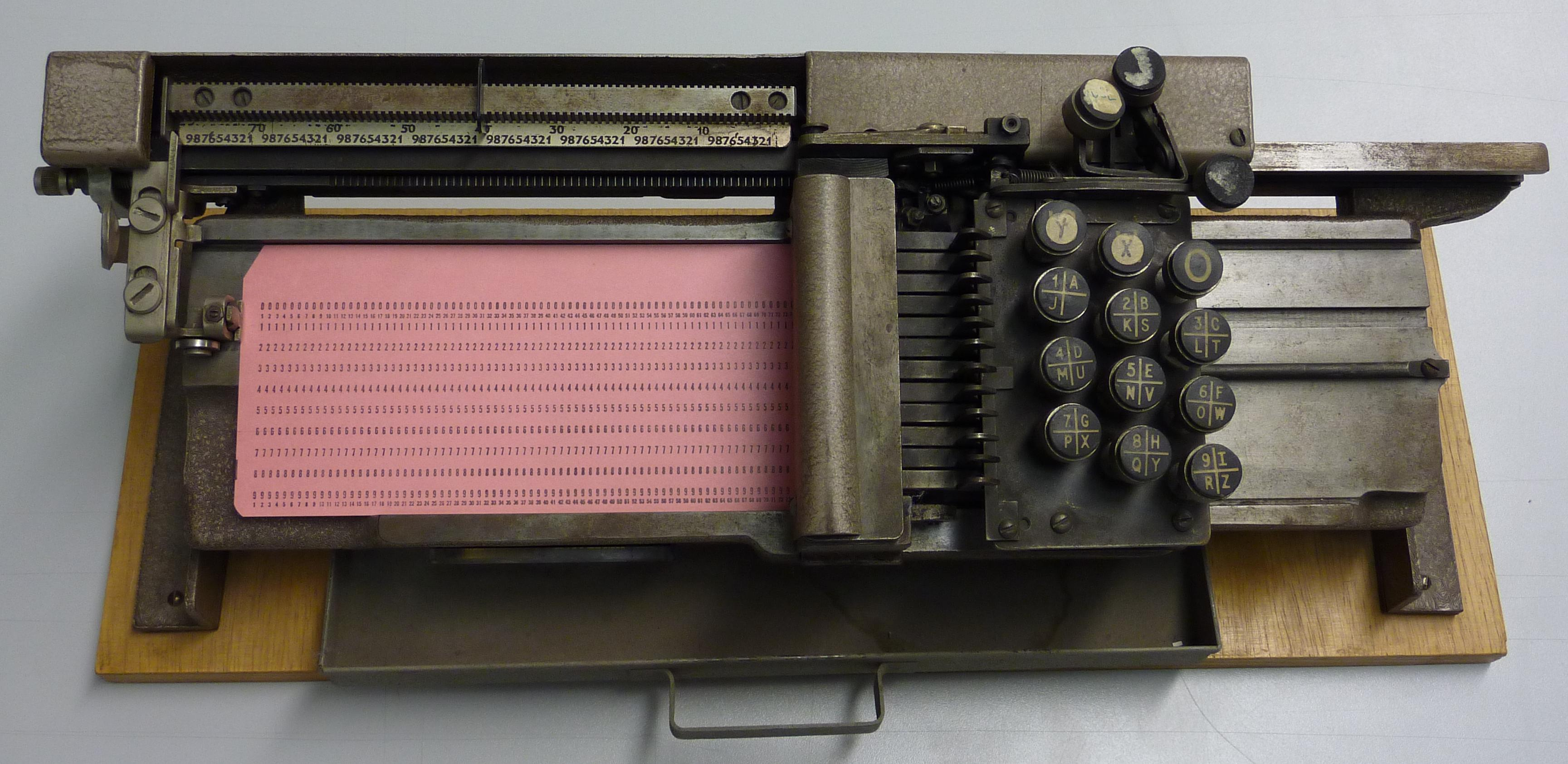
Poinçonneuse manuelle à clavier.

La poinçonneuse manuelle à clavier est un petit appareil muni de 13 touches destiné à perforer les cartes à la main. L'opérateur introduit une carte manuellement. Il frappe simultanément une, deux ou trois touches pour provoquer les perforations d'une colonne. Le relâchement des touches provoque l'avancement d'une colonne. Lorsque toute la carte a été saisie, l'appui sur un bouton provoque son éjection (ressort de rappel). Ce type d'appareil bon marché était au départ la seule solution de saisie pour les ateliers mécanographiques. Il impliquait que l'opérateur connaisse par cœur le code de saisie. Malgré l’efficacité et l'évolution constante de l'automatisation des travaux de saisie avec des poinçonneuses à assistance électromécanique et des perforatrices semi-automatiques toujours plus efficaces, les poinçonneuses manuelles sont cependant souvent restées en secours dans un coin de l'atelier pour effectuer des corrections rapides sans déranger les opératrices de saisie.

### Poinçonneuse électromécanique  à clavier

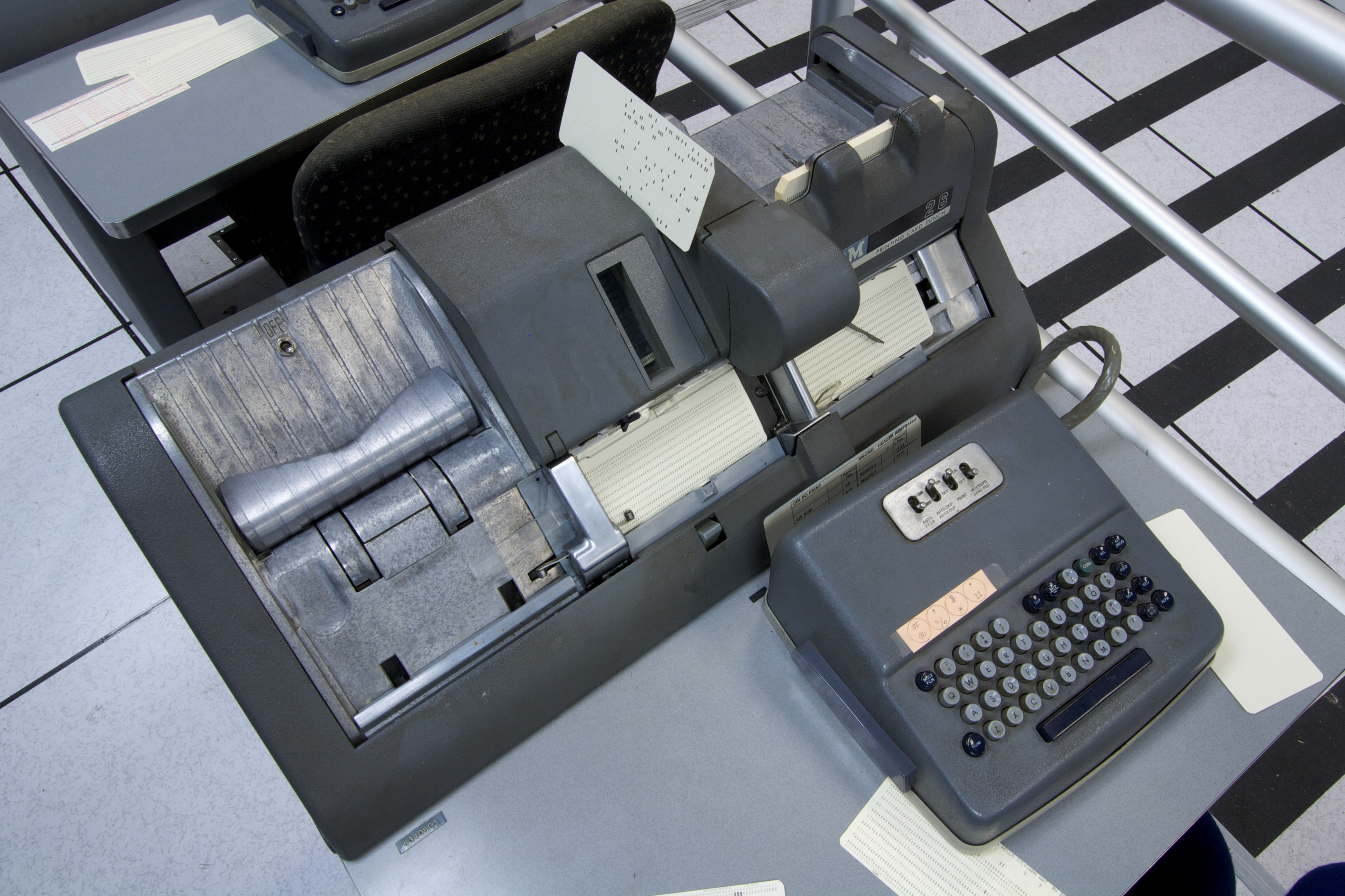
Une perforatrice électromécanique à clavier.

La poinçonneuse électromécanique à clavier est une poinçonneuse de saisie assistée. 